# Робърт Бъртън
Робърт Бъртън (на английски: Robert Burton) е английски писател-ерудит, автор на един от най-ярките образци на английската барокова литература, енциклопедичния труд „Анатомия на меланхолията“.

## Биография
Робърт Бъртън прекарва по-голямата част от живота си в Оксфорд, първоначално като студент, а после и като преподавател. Изучава най-разнообразни научни дисциплини, за да се съсредоточи в своята преподавателска дейност върху математиката и астрологията. През 1616 г. е назначен за викарий в църквата „Сейнт Томас“ в Оксфорд, а през 1630 г. получава като подарък от своя покровител лорд Бъркли пасторска катедра с приличен годишен доход в графство Лестършир. Съвременници го описват като остроумен и забавен събеседник, в редките моменти, когато не е изпаднал в депресия. Неговият според собствените му думи „тих, заседнал, самотен“ живот, придава на погледа му към човешките характери иронична безпристрастност. Човешките недостатъци се разглеждат от позицията на дълбоко и искрено изповядван християнски възглед за Вселената.

## Творчество
Робърт Бъртън е автор на няколко каталога за богословска литература. Риторичното, тържествено изброяване в тези списъци често е прекъсвано от хумористични забележки.
Първата от двете достигнали до нас литературни творби, написаната на латински език сатирична комедия „Философастер“ (1606), е жизнерадостно и остроумно разобличаване на шарлатанията в науката. Това произведение донякъде подражава на „Алхимикът“ от Бен Джонсън. Комедията е преведена на английски език едва през 1931 г.
Най-важната творба в живота на Робърт Бъртън е есеистичния трактат „Анатомия на меланхолията“ (1621) – шедьовър на бароковия литературен стил, безценен указател към идеите на философията и психологията през 17 век. Трактатът е дълбоко ерудитски, с многобройни препратки към класически автори и същевременно написан в ярък, елегантен и на места дори хумористичен стил. Книгата е отпечатана под псевдонима Демокрит Младши. В увода авторът споменава за мотивите, довели до нейното създаване: „Писах за меланхолията, стремейки се да избягам от нея. Най-дълбоката първопричина за меланхолията е безделието, най-доброто лекарство е работата.“
В първата част на съчинението авторът си поставя за задача да дефинира меланхолията, да обсъди нейните причини и да обобщи симптомите ѝ. Втората част е посветена на лечението. Любовната меланхолия е тема на третата част. Майстор на повествованието, Бъртън включва като пример повечето най-велики любовни истории, показвайки модерен за епохата подход към психологическата обрисовка. В четвъртата част е разгледана религиозната меланхолия. Като върховна победа над отчаянието авторът въздига мъдростта и медитацията.